# Мишоловка (фільм, 1986)
«Мишоловка» (лит. Pelėkautai) — радянський двосерійний телефільм 1986 року, знятий режисером Бронюсом Моркявічюсом на Литовській кіностудії.

## Сюжет
Екранізація однойменної п'єси Агати Крісті. У Лондоні скоєно вбивство жінки. Біля тіла жертви знаходять нотатник. Поліція оголошує по радіо, що розшукується підозрюваний у вбивстві: людина у сірому пальті, світлому шарфі та фетровому капелюсі. У пансіоні «Монксуелл-менор», який належить молодій подружній парі Релстонів, починають збиратися гості. Через снігопад вони виявляються замкненими в будинку і читають у газеті про вбивство. Несподівано в пансіон на лижах приїжджає поліцейський, який повідомляє, що і тут незабаром, можливо, станеться вбивство.

## У ролях
- Вайва Майнеліте — Моллі Релстон
- Арунас Сторпірштіс — Джайлз Релстон
- Герардас Жаленас — Крістофер Рен
- Моніка Миронайте — місіс Бойл
- Вітаутас Томкус — майор Меткаф
- Віргінія Коханскіте — міс Кейсуелл
- Антанас Шурна — містер Паравічіні
- Ремігіюс Вілкайтіс — Джорджі Троттер, сержант

## Знімальна група
- Режисер — Бронюс Моркявічюс
- Оператор — Альгіс Рекліс
- Композитор — Альгімантас Апанавічюс
- Художник — Рене Петрулене